# Haltichella xanticles
Haltichella xanticles är en stekelart som först beskrevs av Walker 1843.  Haltichella xanticles ingår i släktet Haltichella och familjen bredlårsteklar. Inga underarter finns listade i Catalogue of Life.